# Силуянова, Валентина Александровна
Валентина Александровна Силуянова (в девичестве — Душечкина) (25 декабря 1922, Иваново-Марково, Тульская губерния, РСФСР, СССР — 23 января 2017, Москва, СССР) — советский и российский врач лечебной физкультуры и спортивной медицины, доктор медицинских наук (1970), профессор (1972), а также волейболистка (Динамо), чемпионка СССР (1947, 1951), второй призёр (1949, 1952), третий призёр (1948, 1950), обладательница кубка СССР по волейболу (1950-51), главный специалист по ЛФК и спортивной медицине Министерства здравоохранения СССР (1968-89), член Высшей аттестационной комиссии СССР и РФ (1989-93), заведующая кафедрой ЛФК и врачебного контроля 1-го МГМУ (1968-89), заведующая отделением реабилитации Республиканского врачебно-физкультурного диспансера (1989—1994), заведующая отделением ЛФК и спортивной медицины Врачебно-физкультурного диспансера № 6 Москвы (1994—2004).

## Биография
Родилась 25 декабря 1922 года в деревне Иваново-Марково Тульской губернии в семье механика. У родителей было двое детей.
В 1929 году поступила в школу в селе Свиблово (МО; ныне — в черте Москвы), проучившись три класса, в 1932 году переехала в Москву из-за приглашения её отца на автобазу Совета Министров СССР. Начиная с шестого класса начала заниматься волейболом, который в 1930-е годы был очень популярным видом спорта. Вначале играла нападающей за школу № 85 Краснопресненского района Москвы. Однажды на игре за первенство города Москвы, она, наряду ещё с двумя юными волейболистками, была отобрана, для игры в женской волейбольной команде «Спартак» (Москва). За «Спартак» играла в течение трёх лет: сначала во второй команде, а затем перешла в первую команду. Когда училась в 10 классе встал вопрос о переводе её в команду мастеров. В конце 1930-х годах её знали в спортивных кругах Москвы как самую лучшую нападающую, поэтому в 1939 году она была приглашена в команду мастеров в женскую волейбольную команду «Динамо» (Москва). В 1951 году перед Всемирными Студенческими играми в Берлине её вместе с волейбольной командой пригласили на прием в Кремль, где их принял лично Председатель Совета Министров СССР И. В. Сталин. В своем напутствии он сказал, чтобы ребята всегда помнили, «что вы — нация-победительница». Сборная СССР успешно выступила в Берлине и вернулась домой с золотыми медалями.
После окончания школы планировала стать врачом, в 1940 году она поступила в 1-й МГМУ, но в 1941 году в связи с началом ВОВ занятия были отменены, и она была вынуждена пойти на работу к отцу диспетчером при автобазе Совета Министров СССР. Находясь в должности диспетчера, проявляла большую заботу об окружающих ее работников, договорилась с руководством Совета Министров СССР и помогла обеспечить сотрудников автобазы обувью и одеждой. Благодаря своему трудолюбию и заботливому отношению к окружающим, она была рекомендована для работы с детьми Совета Министров СССР в качестве пионервожатой на время эвакуации в Елабугу.
Устройство на новом месте тоже проходило с трудом. Сразу после приезда в Елабугу, у ребят начались проблемы с местными татарами, которые приходили в лагерь и дрались с московскими пионерами. Но и тут она не растерялась и сумела решить все проблемы: она организовала постройку легкоатлетического стадиона и волейбольной площадки, стала тренировать ребят играть в волейбол, заниматься с ними легкой атлетикой: прыжками в длину, в высоту, бегом на 100 на 200 метров и т. д. Совместные занятия спортом примирили ребят и обстановка стала более спокойной. Зимой 1941 года она поступила в педагогический институт в Елабуге на трехгодичное обучение. Благодаря хорошим знаниям истории КПСС и других предметов ее перевели сначала на второй курс, а затем, благодаря хорошей успеваемости, на третий. В течение всего лишь одного года ей удалось получить высшее педагогическое образование. Помимо спортивных талантов, она отлично пела и участвовала в художественной самодеятельности. Приехавший в эвакуацию театр из Ленинграда взял ее выступать вместе с ними в своих постановках.
В 1942 году вернулась в Москву, и уже осенью того же года восстановилась на учебу в 1-й МГМУ и продолжала одновременно заниматься волейболом. В 1947 году, после окончания вуза, поступила в ординатуру при кафедре госпитальной терапии там же, которую возглавлял профессор Александр Леонидович Мясников, избранный в 1948 году академиком АМН СССР. Интересен тот факт, что в ординатуре, а затем и в аспирантуре она училась вместе с будущим министром здравоохранения СССР Евгением Ивановичем Чазовым. Во время учебы в ординатуре, В 1948 году вышла замуж за волейболиста Леонида Силуянова (1921—2012), с которым прожила вместе 64 года. В 1949 году у супругов родилась дочь Людмила Силуянова, которая решила пойти пойти по стопам своей матери и стала врачом акушером-гинекологом. После успешного завершения ординатуры она была рекомендована для обучения в аспирантуре и в 1952 году под руководством академика АМН СССР А. Л. Мясникова успешно защитила кандидатскую диссертацию на тему «Влияние центральной нервной системы на венозное давление».
После завершения аспирантуры продолжила работу там же на кафедре госпитальной терапии в качестве ассистента кафедры, а также занималась разработкой комплексов дыхательных упражнений при Всесоюзном научно-исследовательском институте клинической и экспериментальной хирургии (ВНИИКиЭХ) МЗ СССР (сегодня — РНЦХ им. акад. Б. В. Петровского РАМН). Некоторые врачи нехотя давали своих пациентов для работы, но получив поддержку лично со стороны директора института, заведующего кафедрой госпитальной хирургии 1-го МГМУ, академика АМН СССР Бориса Васильевича Петровского, она сумела наладить работу. В дальнейшем материал, полученный во время работы в хирургической клинике, был использован ею для написания докторской диссертации.
В 1968 году она лично в 1-м МГМУ организовала кафедру лечебной физкультуры и врачебного контроля и под её руководством была начата активная научная деятельность. Это была первая в стране кафедра подобного профиля. Вначале на кафедре работали всего три человека. Кроме её самой, там работали ассистенты: Е. А. Таламбум и Э. В. Сокова. В 1969 году к коллективу кафедры присоединились ассистенты Н. Е. Кавторова и Б. В. Маков. Впоследствии кафедра стала ведущей кафедрой данного профиля в СССР. Каждый год на кафедре проходили обучение десятки ординаторов со всей страны. Благодаря тому, что она являлась членом парткома 1-го МГМУ, на данную кафедру выделили пять лаборантов, когда остальные кафедры имели лишь по одному лаборанту. Увеличилось количество часов на преподавание предмета студентам с 12 до 24-х в неделю. Расширился профессорско-преподавательский состав: ассистенты В. А. Епифанов, Р. А. Котуков, И. В. Правиков, И. В. Иванов, Н. Е. Кавторова и И. Н. Макарова многие годы передавали свой бесценный опыт студентам и молодым врачам.
В 1970 году защитила докторскую диссертацию на тему «Лечебная гимнастика при заболеваниях легких в до- и постоперационный период» под руководством академика АМН СССР Б. В. Петровского. В 1972 году она была удостоена звания профессора. В 1975 году совместно с В. Г. Кукесом организовала лабораторию спорта высших достижений, где проходили обследования ведущие спортсмены страны. В лаборатории использовались и внедрялись передовые технологии того времени, в частности впервые была применена оценка газового состава выдыхаемого воздуха для определения состояния подготовленности спортсмена. Она уделяла большое внимание воспитанию молодого поколения ученых, под ее руководством защищено более 30 кандидатских диссертаций и 2 докторские диссертации. Среди наиболее выдающихся учеников — Е. А. Таламбум, О. А. Султанова, И. А. Лазарева, И. Н. Макарова, У. Х. Хамро и П. Т. Дабижа. Под её редакцией выпущены учебно-методические пособия для студентов: «Учебное пособие по лечебной физкультуре в акушерстве и гинекологии» (1977) и «Учебное пособие по лечебной физкультуре в терапии» (1978).
С 1968 по 1989 годы занимала должность Главного специалиста Минздрава СССР по лечебной физкультуре и спортивной медицине и создала кафедры лечебной физкультуры в других городах и практически во всех республиках СССР. Она вела большую работу в плане повышения квалификации преподавателей: на кафедре проводились циклы повышения квалификации заведующих кафедрами со всего СССР, существовали первичные и повторные доцентские и ассистентские курсы. Проводились учебно-методические конференции всесоюзного уровня. На ВДНХ с 1977 по 1988 год под её личным контролем проводились ежегодные семинары по спортивной медицине и лечебной физкультуре, куда съезжались заведующими кафедрами, главные врачи и ведущие специалисты по лечебной физкультуре и спортивной медицины со всего СССР. В 1980 году, к олимпийским играм в Москве, она была удостоена Золотой медали ВДНХ. Она также принимала активное участие в подготовке наших спортсменов к Олимпиаде 1980 года в Москве.
В 1986 году вышел приказ Совета Министров СССР, запрещающий сотрудникам занимать должность заведующего кафедрой в возрасте старше 60 лет. На тот момент ей было 64 года, но, несмотря на формальный запрет, учитывая все ее достижения и заслуги в медицине, ее переизбрали на должность, и она продолжала заведовать кафедрой до 1989 года.
В 1989 года она покинула кафедру, но поддерживала тесный контакт с коллегами фактически до своей тяжёлой болезни в середине 2010-х годов. С 1989 по 1994 год заведовала отделением реабилитации в Республиканском врачебно-физкультурном диспансере (главный врач — д.м.н. В. К. Велитченко), активно работала, читала лекции, выступала на телевидении. С 1989 по 1993 гг. она являлась членом Высшей аттестационной комиссии СССР. С 1994 по 2004 гг., занимала должность заведующей отделением ЛФК и спортивной медицины Врачебно-физкультурного диспансера № 6 Москвы, затем ушла на пенсию, но продолжила тесно сотрудничать с медицинским коллективом ВФД № 6.
Она находясь в должности заведующей отделением ЛФК и спортивной медицины Врачебно-физкультурного диспансера № 6 города Москвы с трепетом и любовью относилась к пациентам, тщательно осматривала их и на ходу ставила верные диагнозы и назначала кроме занятий ЛФК также курс массажа и ряд других рекомендаций. Благодаря её стараниям Врачебно-физкультурный диспансер № 6 несколько расширил свою деятельность путём внедрения ещё одного кабинета ЛФК с установкой тренажёров, а также кабинета массажа с ещё одним кабинетом ЛФК, расположенного отдельно от основного здания.
Скончалась 23 января 2017 года в Москве. Похоронена рядом со своим супругом Леонидом Николаевичем Силуяновом (1921—2012) на Троекуровском кладбище.

## Научные работы
Валентина Силуянова — автор ряда научных работ, книг, методических пособий по спортивной медицине, а также автор шести патентов